# Aldo Turchiaro
Aldo Turchiaro (Celico, 6 aprile 1929 – Roma, 30 agosto 2023) è stato un pittore e illustratore italiano.

## Biografia
Nel 1950 frequenta il liceo artistico di Roma e incontra Renato Guttuso di cui diviene allievo, amico e collaboratore. Le sue prime opere sono ispirate a Carlo Carrà e Giorgio de Chirico. Poi, aderisce al realismo espressionista, al neorealismo con un linguaggio proprio. Insegna pittura presso le accademie di Firenze, di Milano e di Roma. Nel 1963 una sua opera viene esposta alla mostra Contemporary Italian Paintings, allestita in alcune città australiane.
Nel 1971 realizza due copertine diverse (una per la versione normale e l'altra per l'edizione limitata) per l'omonimo album di Piero Ciampi.
Nel 1973 vince il Premio Fiorino di Firenze.
Quanto illustratore Turchiaro ha illustrato le poesie di Rocco Scotellaro e Márcia Theóphilo.

## Stile e opere
Il linguaggio di Turchiaro è dominato dalla figura umana e animale. Le sue rappresentazioni animali (pesci, uccelli) ricordano il carattere "naturale" degli uomini.
Chiara Caporilli disse delle sue opere:
(Chiara Caporilli)

## Mostre (lista parziale)
- 1554: "Circolo De Santis", Cosenza (prima personale)
- 1955: VII Quadriennale di Roma
- 1965: IX Quadriennale di Roma
- 1969: Galleria d'arte Santacroce, Firenze
- 1972: Biennale di Venezia
- 1978: Biennale di Venezia (sala personale)
- 1990: Palazzo Braschi di Roma, antologica
- 2005: Castello Aragonese di Reggio Calabria, antologica

## Turchiaro nei musei
- Palazzo Braschi di Roma (Raccolta d'arte moderna)
- Palazzo Pitti di Firenze (Raccolta del Premio Fiorino)
- Museo dell'arte del otto/novecento (MAON) di Rende
- Museo civico di Taverna

## Illustrazioni
- Rocco Scotellaro, È fatto giorno : 1940-1953, con 10 illustrazioni di Aldo Turchiaro, Milano: Mondadori, 2ª ed. 1954
- Márcia Theóphilo, O rio o pássaro as nuvens, con illustrazioni di Aldo Turchiaro, Rossi & Spera, 1987
- Márcia Theóphilo, Eu canto Amazonas, con illustrazioni di Aldo Turchiaro, Edizioni dell'Elefante, 1992